# سانروست
سانروست (به انگلیسی: Llanrwst) یک شهرک در شهرک است که در شهرستان مستقل کانوی واقع شده‌است. سانروست ۵٫۲۴ کیلومتر مربع مساحت و ۳٬۳۲۳ نفر جمعیت دارد.